# South Aegean Tour
Die South Aegean Tour oder Visit South Aegean Islands ist ein Straßenradrennen für Männer in Griechenland.
Das Etappenrennen führt an zwei Tagen über die Insel Rhodos. Es wurde erstmals 2022 ausgetragen und wird jeweils im Frühjahr zusammen mit der Rhodos-Rundfahrt und dem International Rhodes Grand Prix vom selben Veranstalter ausgerichtet. Das Rennen ist Teil der UCI Europe Tour und in die UCI-Kategorie 2.2 eingestuft.

## Palmarès
| Jahr | Sieger                | Zweiter                     | Dritter         |
| ---- | --------------------- | --------------------------- | --------------- |
| 2022 | Matteo Dal-Cin        | Luca Dreßler                | Alexis Guérin   |
| 2023 | Jakub Otruba          | Cedrik Bakke Christophersen | Félix Stehli    |
| 2024 | André Drege           | Lukas Rüegg                 | Mattia Negrente |
| 2025 | Alexander Arnt Hansen | Mattia Negrente             | Ulrik Tvedt     |